# Ломпок
Ломпок (на английски: Lompoc) е град в окръг Санта Барбара, щата Калифорния, САЩ. Ломпок е с население от 43 542 жители (по приблизителна оценка от 2017 г.) и обща площ от 30,1 km². Намира се на 32 m надморска височина. ЗИП кодовете му са 93436 – 93438, а телефонният му код е 805.